# Золотий Колодязь
Золоти́й Коло́дязь — село Шахівської сільської громади Покровського району Донецької області, в Україні. Розташоване на березі річки Грузька.
Належить до історичної Краматорської землі.

## Історія

### Козаччина
Перше поселення на місце сучасного села датоване 1680-ми роками. Це була козацька сторожа на Чумацькому шляху. Навіть зазначають назву — Козацьке Джерело. Землі ці перебували в межах Самарської паланки, як і більшість земель нинішнього Покровського району.

### Російська імперія
Землі в районі Золотого Колодязя спочатку належали пану Грязнову, тому хутір називався Грязновка.
У 80-х роках XVIII сторіччя місцеві селяни потрапили в особисту залежність до пана Олексія Андріановича Левшина, який незабаром збудував біля колодязя свій маєток. Хутір отримав нову назву — Левшин. Левшини заселяють село Золотий Колодязь своїми кріпаками-великоросами з Тульської та Калузької губернії Московії.
Біля хутора було джерело, яке спочатку вдавало із себе безліч джерел по балках, але найбільший вивергав таку кількість води, що на нього було неможливо встановити зруб.
У 1800 році в селі відкрилася Дмитрівська церква, а пізніше — церковно-приходська школа. На Захід від села в балках виникли хутори Птахівне, Кошара, Ляних. Наприкінці XIX сторіччя відкрилася земська школа (1894 р.). Першими вчителями працювали З. П. Козакова і Л. П. Верещагіна. Також відкрилася бібліотека (1892 р.) та фельдшерський пункт. Першим фельдшером працював А. Г. Дубченко (перший у районі).

#### Революція 1905—1907 років
У 1905 році в Золотому Колодязі поліція виявила і вилучила брошуру В. І. Леніна «До сільської бідноти». Влітку 1906 року селяни зажадали від поміщиці віддати їм землю. У відповідь на це вона викликала каральний загін у кількості 300 драгунів.
Організатори повстання Ісаєв А. І., Куликов А. Д., були кинуті до в'язниці.

### Передвоєнний час
На захід і північ від села, на лівому березі річки Грузької велася кустарна розробка верхніх пластів кам'яного вугілля і кар'єри значилися чинними до німецько-радянської війни. Однак, при розробці даної ділянки родовища на більш глибоких горизонтах, у виробки надходила велика кількість води, яку не встигали відкачувати. Брати Носови згадують перші кустарні шахти, як рудник П'янковича.
Даний фактор обумовив виникнення проекту Катерининської залізниці під'їзної колії до села від станції Мерцалове, проте даний порив не був схвалений Міністерством шляхів сполучення, що загальмувало соціально-економічний розвиток села. Якщо в 1915 році в селі проживало 1,17 тис. жителів (у 1911 році тут було відкрито навіть відділення банку), то в 1970 році — 950 жителів.

### Визвольні змагання

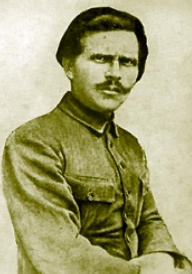
Махно Нестор Іванович

У 1917 пан Бантиш звернувся до губернського комісара з проханням про негайне «вжиття заходів проти захоплення селянами» його землі; в маєтку Золотий Колодязь «було реквізовано з усім інвентарем» за постановою волосного комітету.
Радянська окупація в селі була встановлена в лютому 1918. Під час австро-угорської присутності був створений більшовицький партизанський загін «Червоні повстанці» під керівництвом Г. А. Точеного.
28-29 травня 1920 року махновці захоплюють село Золотий Колодязь. Після травня волвиконком спішно евакуювався в міста Краматорськ і Слов'янськ. Командувач Донецькою Трудовою армією від 13 січня 1921 року свідчить, що махновці Колесникова займають село Золотий Колодязь. З селянами цього села у «бацьки» були старі порахунки за підтримку червоних під час махновського рейду липня-вересня 1920 року.

### УРСР
Село було охоплене репресивними діями під час Голодомору. Так, секретарі міськрайпарткомів Донецької області, керуючись отриманою 29.11.1932 р. Постановою ЦК і ЦКК КП(б)У з дозволом провести «чистку окремих осередків, що засмічені опортуністичними елементами, які знаходяться під кулацьким впливом, саботують виконання плану хлібозаготівель» взялися за її ретельне виконання — і в тому числі у тодішньому селі Золотий Колодязь — за надзвичайно низьке виконання хлібозаготівель провели цю чистку..
У 50-х роках ХХ сторіччя були проведені геологічні дослідження ділянки, і виявлено 2 підземних озера, одне з яких служило джерелом мінеральної води «Золотий Колодязь», а з другого подається питна вода в міста Добропілля і Білозерське. Село стало сільськогосподарським. У 1926 році була відкрита медамбулаторія, а через рік — стаціонар. Перші колгоспи в селі (імені Ілліча, «9-е січня», «Червона Армія», «Перемога», «Правда») були створені в 1929—1930 роках. Між селами Золотий Колодязь і Нововодяне знаходився хутір Ляних, на якому в ті часи діяв цегельний завод. У 1939 році селяни з навколишніх хуторів переселилися в село Золотий Колодязь. У районі села Рубіжного знаходився піщаний кар'єр. На початку 50-х років ХХ сторіччя їх об'єднали в один великий колгосп імені XXI З'їзду КПРС (2,9 тис. га сільгоспугідь, з них — 2,2 тис. га оранки; вирощування пшениці, виробництво молока, м'яса, садівництво, 2 комплексні та 1 тракторна бригада, 4 ферми, олійниця, гараж, майстерні з ремонту сільгосптехніки). У 60 — 80-і роки ХХ сторіччя були побудовані (зокрема — відновлені) будинок культури з бібліотекою, лікарня, школа з майстернями, будинок вчителя, інтернат, дитсадок (1960 р.), будинок для музею історії села, АТС, ощадкаса і т. д. З 1965 року при сільській школі діяв загін червоних слідопитів, який займався краєзнавством — дослідженням історії села в роки німецько-радянської війни.

### Російсько-українська війна
23 квітня 2014 року на блокпост який знаходився біля села напали бойовики, під час бою загинули українські солдати, 27 травня 2014 року був ще один напад — загинув солдат.
Із 4 по 16 серпня 2025 року, в результаті спільних дій частин і підрозділів Національної гвардії України та Збройних Сил України, які входять до складу 1-го корпусу НГУ «Азов», у Донецькій області зачищено населені пункти: Грузьке, Рубіжне, Нововодяне, Петрівка, Веселе, Золотий Колодязь. Також, 18 серпня 2025 року було офіційно повідомлено, що воїни третього десантно-штурмового батальйону 79-ї окремої десантно-штурмової Таврійської бригади 7 корпусу ШР ДШВ відбили та зачистили населений пункт Золотий Колодязь.

## Населення
Згідно з переписом УРСР 1989 року чисельність наявного населення села становила 904 особи, з яких 413 чоловіків та 491 жінка.
За переписом населення України 2001 року в селі мешкало 910 осіб.

### Мова
Розподіл населення за рідною мовою за даними перепису 2001 року:
| Мова       | Відсоток |
| ---------- | -------- |
| українська | 92,20 %  |
| російська  | 6,59 %   |
| вірменська | 1,21 %   |

## Золотоколодязька ЗОШ I—III ступенів
У волосному центрі села Золотий Колодязь в 1894 році була земська школа, яка була розташована в приміщенні панської економії. Перші вчителі школи Козакова, Верещагіна, Семенов. В 1913 році земство збудувало нове приміщення школи. В 1928 році школа стала семирічною, а в 1939 році — середньою.
В 60-70-і роки ХХ сторіччя школа була найкращою не тільки в районі, але й в області.

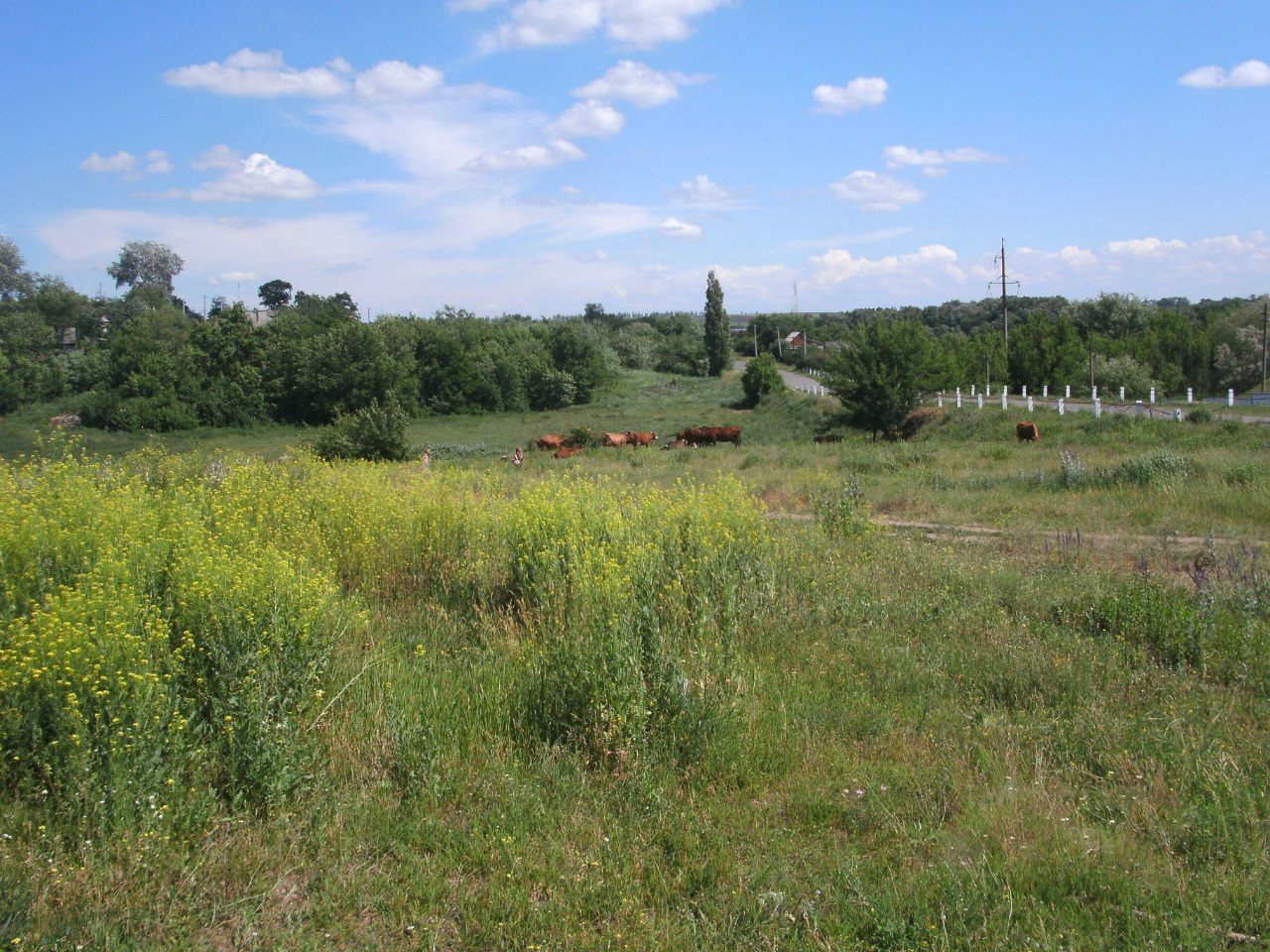
Село Золотий Колодязь

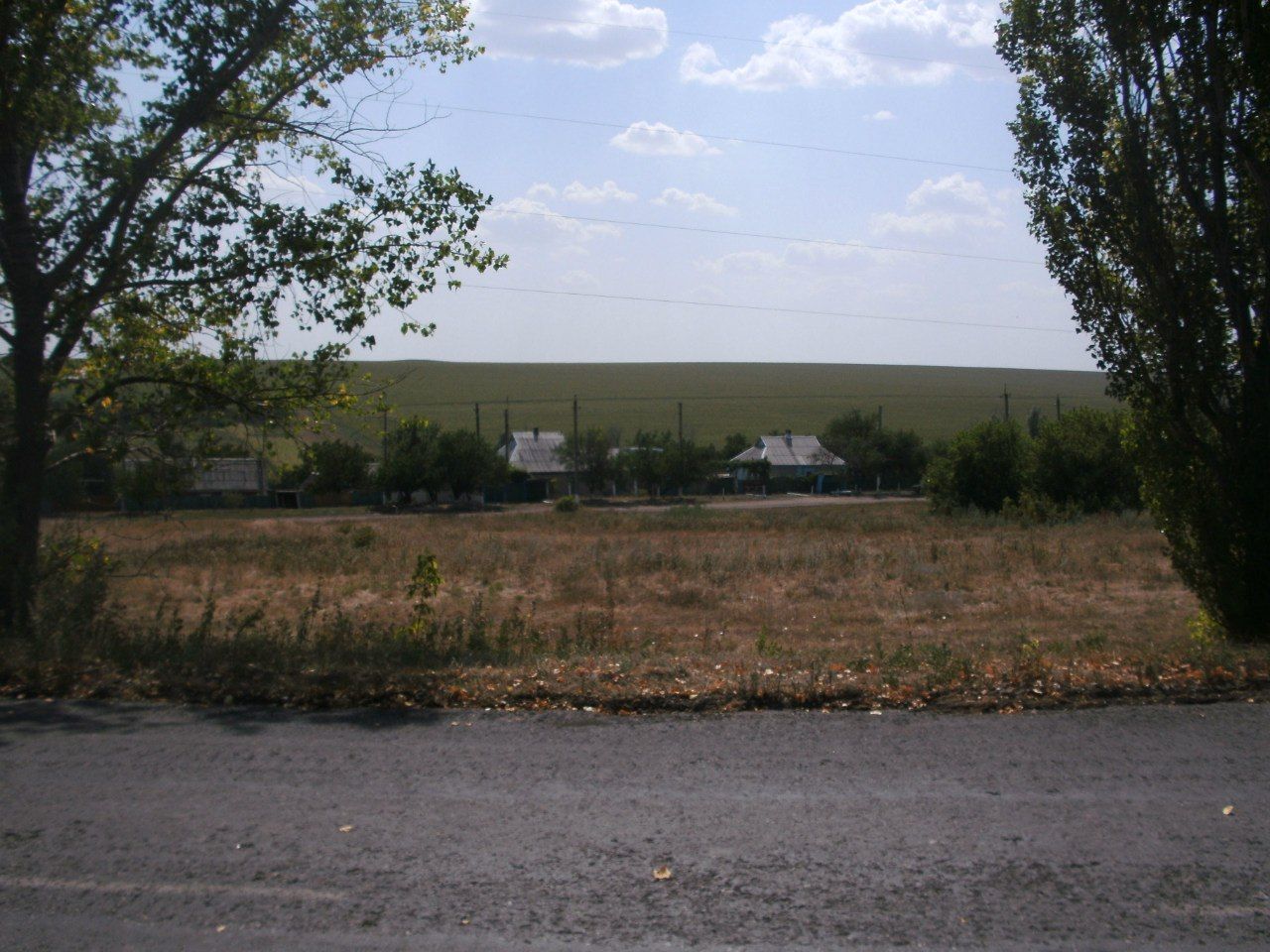
Село Золотий Колодязь

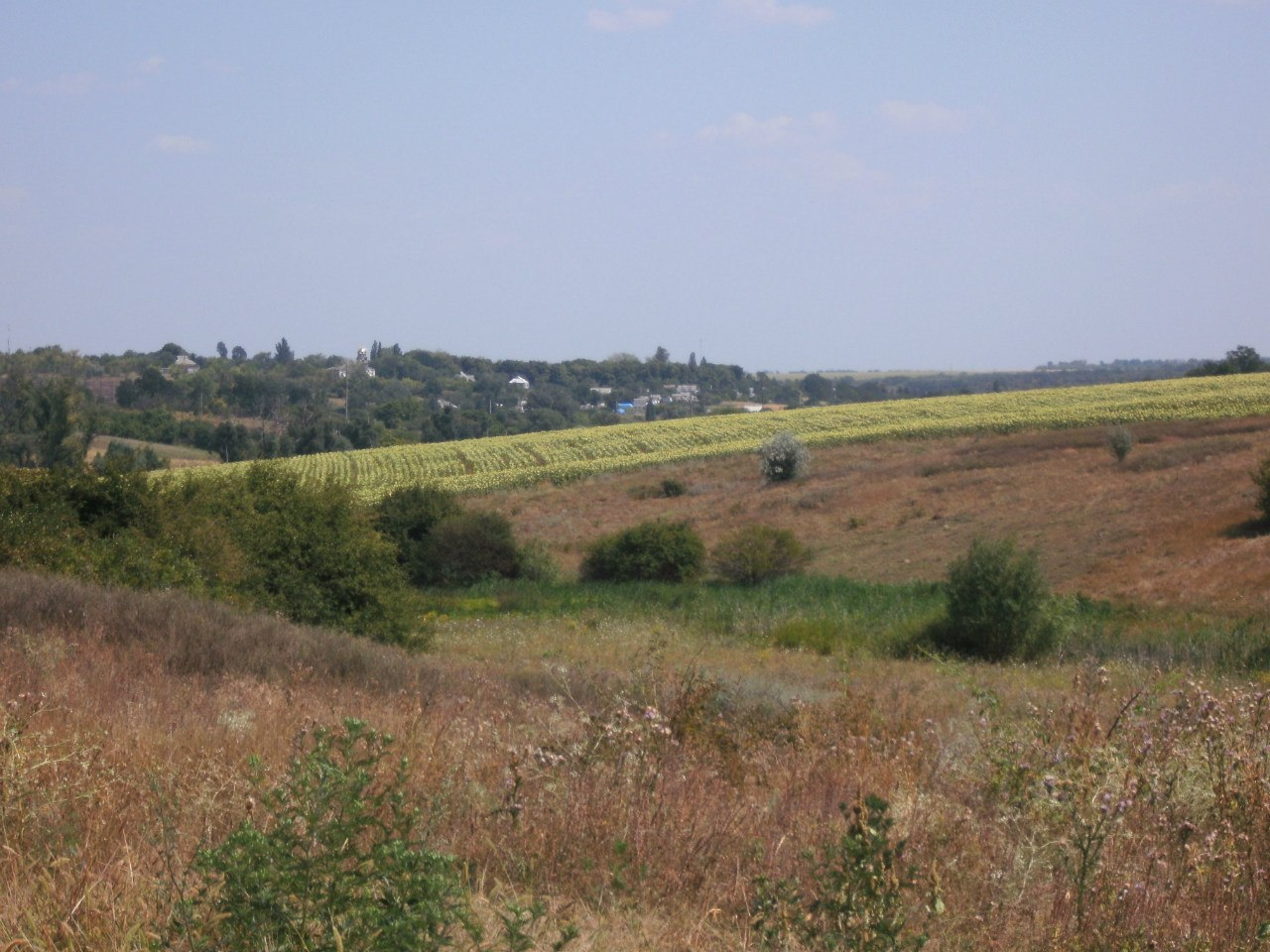
Село Золотий Колодязь — вид з Попової балки

## Підприємства
До недавнього часу велася промисловий видобуток мінеральної води, відомої далеко за межами України під маркою «Золотий Колодязь» (показання — захворювання шлунково—кишкового тракту). Вода надходила на завод мінводи у місті Білозерському по посрібленим трубах, довжина водоводу — 17 км (побудований в 1953 році, модернізований — у 1972 році).
Див. також: Шахти села Золотий Колодязь

## Релігія
Дмитрівський храм Престольне св'ято: пам'ять свт. Димитрія Ростовського (1 серпня, 4 жовтня, 10 листопада). Настоятель: протоієрей Віктор Горбач, діє з 1940 року.

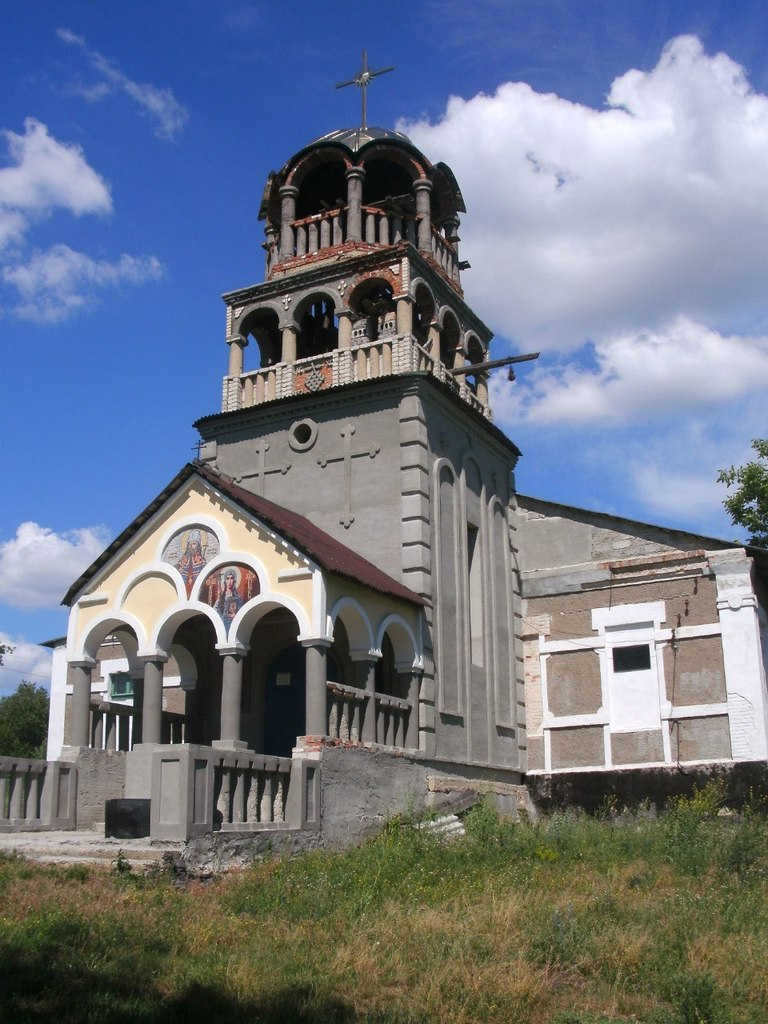
Дмитрівський храм у Золотому Колодязі

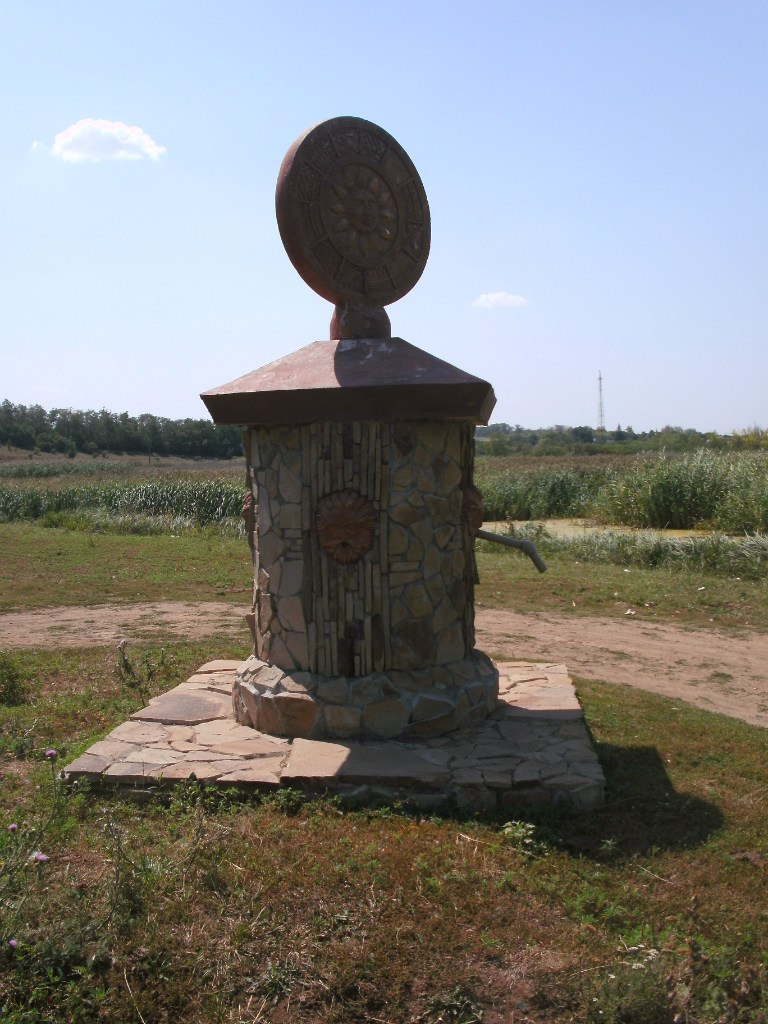
Сонячний годинний у Золотому Колодязі

## Пам'ятки

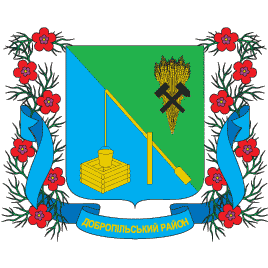
Герб Добропільського району

- Головною визначною пам'яткою села є джерело Золотий Колодязь, яке знайшло відображення на гербі Добропільського району
- У селі знаходиться ботанічний заповідник місцевого значення Грузька балка.
- Меморіал загиблим в АТО

## Відомі люди
- Левшин Олексій Андріанович — дворянин, власник села Золотий колодязь.
- Г. А. Точоний — командир повстанського загону села Золотий Колодязь.

## Жертви сталінських репресій
- Півень Михайло Спиридонович, 1889 року народження, село Новорайське Краматорського району Донецької області, українець, освіта початкова, безпартійний. Завідувач ветеринарним пунктом. Проживав в селі Золотий Колодязь Краматорського району Донецької області. Заарештований 9 березня 1933 року. Судовою трійкою при колегії ДПУ УРСР 17 жовтня 1933 року засуджений на 3 роки заслання у Північний край. Реабілітований у 1989 році.
- Попов Михайло Григорович, 1886 року народження, Новоолександрівський державний завод Старобільського району Луганської області, українець, освіта початкова, безпартійний. Проживав в селі Золотий Колодязь Краматорського району Донецької області. Св'ященик. Заарештований 20 вересня 1937 року. Засуджений трійкою УНКВС по Донецькій області на 10 років ВТТ. Реабілітований у 1989 році.
- Семенов Сергій Євгенійович, 1910 року народження, сtkj Золотий Колодязь Краматорського району Донецької області, росіянин, освіта середня, член ВЛКСМ. Інструктор райкому ВЛКСМ. Проживав у місті Артемівськ (Бахмут) Донецької області, вулиця Кооперативна, будинок № 46. Заарештований 7 січня 1937 року. Військовою колегією Верховного Суду СРСР 10 липня 1937 року засуджений до розстрілу. Вирок приведений до виконання 10 липня 1937 року у місті Харкові. Реабілітований у 1992 році.

## Золотий Колодязь у літературі
- Думы о Донбассе. (Костыря И. С.)